# Local Color (film 1913)
Local Color è un cortometraggio muto del 1913 diretto da David Miles.

## Trama
Mentre in città si annuncia la produzione di The Ebb Tide, un nuovo spettacolo teatrale, la sua protagonista, una giovane attrice, si reca in un piccolo villaggio in riva al mare per trovare le atmosfere della commedia. Vestita come le ragazze del posto, viene scambiata per una pescatrice da un nuovo arrivato, anche lui in incognito. È l'autore del lavoro teatrale. I due non si conoscono e lei finisce per aiutarlo quando lui, per un equivoco, si trova a dover affrontare una brutta situazione. Ritornato in città, il commediografo deve ora vedersela con la messa in scena della commedia. E i problemi più grossi che dovrà affrontare sono proprio quelli suscitati dall'attrice protagonista che vuole fare dei cambiamenti al suo testo. Fino al momento in cui i due si rivedranno e scopriranno le loro vere identità.

## Produzione
Il film fu prodotto dalla Kinemacolor Company.

## Distribuzione
Distribuito dalla Kinemacolor Company of America, il film uscì nelle sale cinematografiche statunitensi il 21 giugno 1913.